# Zamek Piastowski w Chojnowie
Zamek Piastowski w Chojnowie zbudowany w drugiej połowie XIII w., całkowicie przebudowany po spaleniu przez husytów w latach 1546–1548, przez nadwornego architekta Piastów legnicko-brzeskich Franciszka Parra (Pario). Z tego czasu pochodzi portal z umieszczonymi nad drzwiami popiersiami Fryderyka III i jego żony Katarzyny Meklemburskiej (1518-1581). W XVIII w. po wielkich pożarach w Chojnowie, zamek został w połowie rozebrany, nie spaliło się jedynie skrzydło północno-zachodnie. Obecnie mieści się w budynku Muzeum regionalne.

## Historia
Zamek odgrywał bardzo ważną rolę jako punkt kontrolny przy chojnowskim odcinku szlaku Wysokiej Drogi. Pierwsza wzmianka pochodzi z 1291 roku, w której wymieniony jest kasztelan Bronisław, co potwierdza istnienie tutaj urzędnika księcia, być może rezydującego jeszcze w grodzie o zabudowie drewnianej.
Nie daje to jednak żadnych podstaw do przypuszczeń na temat jego struktury i wyglądu, a raczej osnuwa obiekt legendą. Dalsze dzieje obiektu są już bardziej znane. W 1418 roku niszczą Chojnów, wraz z zamkiem husyci, a w 1428 roku dalszy cios zadaje pożar. Ten i następne pożary zatarły piękno budowli. Nastąpiły różnorodne przeróbki i przebudowy. Był to już jednak zamek gotycki z okrągłą wieżą o średnicy 12 metrów, w południowo-wschodnim narożniku budowli. Ona też najwięcej kłopotu nastręczała gospodarzom, bowiem nie omijały jej burze i pożary. Stąd zawaliła się częściowo po pożarze w 1510 roku. Wspomina o niej dokument z 1588 roku. Zmiany i przebudowy zamku doprowadziły do zatarcia układu wcześniejszego, o którym niewiele wiadomo, bowiem pozostałości jego wtopiły się całkowicie w korpusy narastających nowych założeń tak, że historycy sztuki z trudnością trafiają dziś na dawniejsze ślady architektoniczne. Przebudową, a przede wszystkim odnowieniem i uświetnieniem swej rezydencji, zajął się w latach 1546–1547 książę Fryderyk III. Tenże nie chciał, a może nie potrafił, dostrzec wspaniałych walorów architektonicznych gotyckiej budowli, stąd ta przebudowa ostatecznie utrwaliła renesansową bryłę o trzech członach, ustanowionych wzajemnie do siebie w kształcie półksiężyca. Poważny pożar miał miejsce w 1661. Do naszych czasów dochowały się jedynie człony – środkowy i północno-zachodni. Brakuje więc skrzydła południowo-wschodniego, rozebranego w 1768 roku po pożarze miasta w 1762 roku. Zamek odbudowano jako budynki administracji pruskiej, od 1831 należą do miasta.

## Muzeum

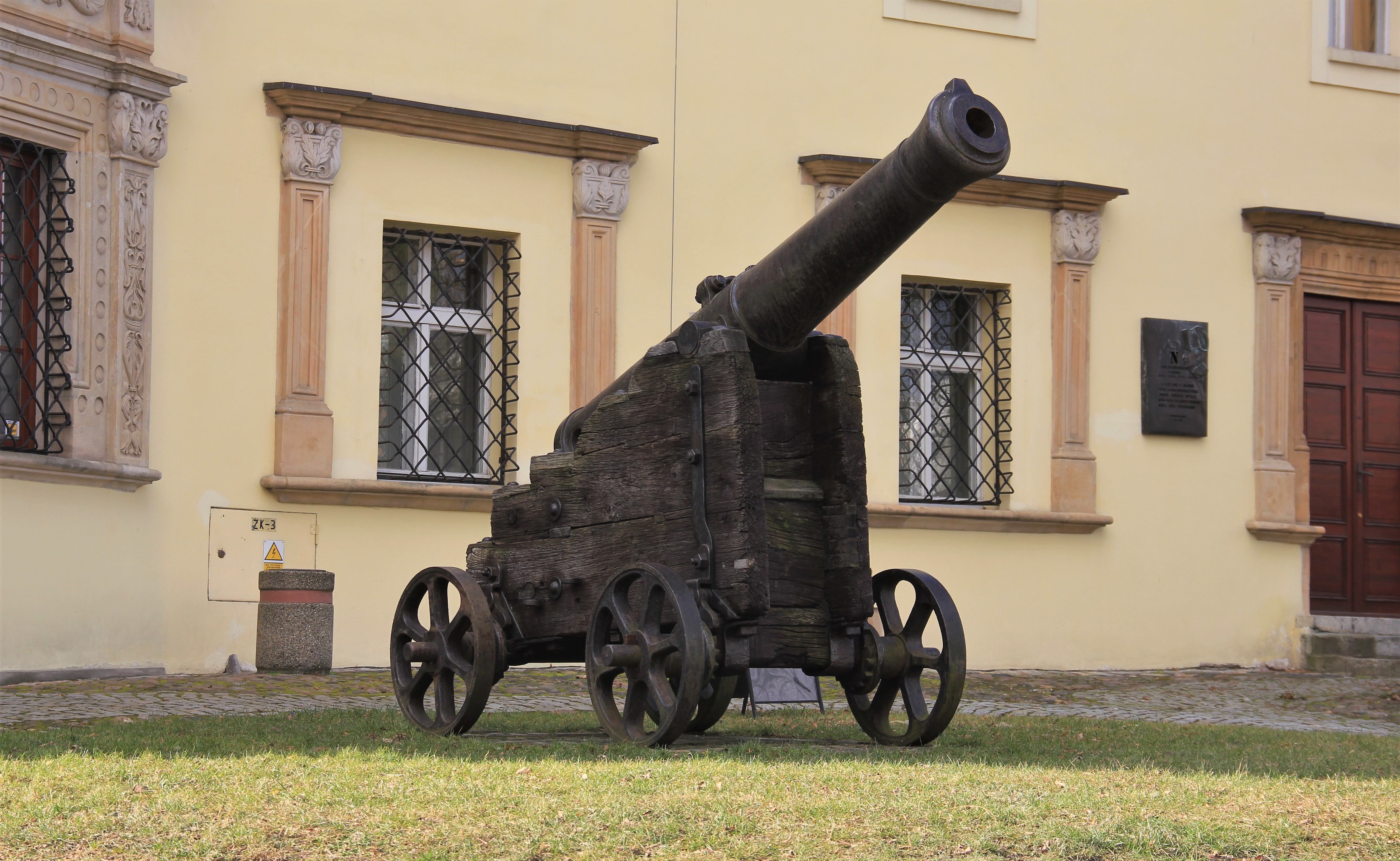
Armata stojąca przed zamkiem

Muzeum założono w 1908 roku, reaktywowane w roku 1959, już od 1933 r. W latach od 1990 do 1994 zostały odkryte relikty pochodzące z XIII w.: fundamenty kwadratowej wieży oraz części wieży zamkowej. Relikty zostały odrestaurowane i udostępnione zwiedzającym.

## Zbiory
Zbiory są zgrupowane w 4 działach: archeologii, etnografii, historii i sztuki. Wszystkich eksponatów łącznie jest ponad 1400. Najwięcej eksponatów znajduje się w dziale etnografii do których należą: meble oraz drewniane przedmioty z terenu Śląska oraz Łużyc, warsztat szewski i pełne wyposażenie kuźni. Muzeum posiada też specjalną salę malarską gdzie co miesiąc znajdują się nowe obrazy, lapidarium w podziemiach zamku, ogród zamkowy z wieloma figurkami lub posągami (znajduje się też rozebrana fontanna z Placu Dworcowego).

## Portal
Główne wejście w portalu z herbami i popiersiami ks. Fryderyka III legnickiego (po lewej) i jego żony Katarzyny von Mecklenburg-Schwerin (po prawej). Nad wejściem w półkolistym (circulaire) frontonie znajduje się napis:

DIVO RENGNANTE PER DINANDO DIVIHA FAVEITE GRA TIA ROMANORVM VAGARIE AC BOM KIMIK ETC RECE ARCHID VCE AVSTRIE NEC MON SVPREMO DVGE SILESIE ECT PRINCIPE NO STRO GLORISISSIMO ISTA ARCIS PARS AB ILLVST RI PRINCIPE DOMINO FRIDERICO IVHIORE DVCE SILE OIE LEGNICESI BREGENSI ETC EDIFACARI INCEPT A EST AN NO DOMINI MILLESIMO GVINGVETISSIMO QVADEAGESIMMO SE A TO ET VICISSIM ANNO DOMINI MILLESIMO QWINGENTE SINO QVADRAGESIMO SEPTIMO/ Za panowania szlachetnego Ferdynanda, z łaski bożej króla Rzymian, Węgrów i Czechów etc., arcyksięcia austriackiego i najwyższego księcia Śląska, naszego najsławniejszego władcy, została ta część zamku przez Jaśnie Oświeconego Księcia Pana Fryderyka Młodszego, księcia śląskiego na Legnicy, Brzegu etc., przebudowana w Roku Pańskim 1546 oraz powtórnie w Roku Pańskim 1547.

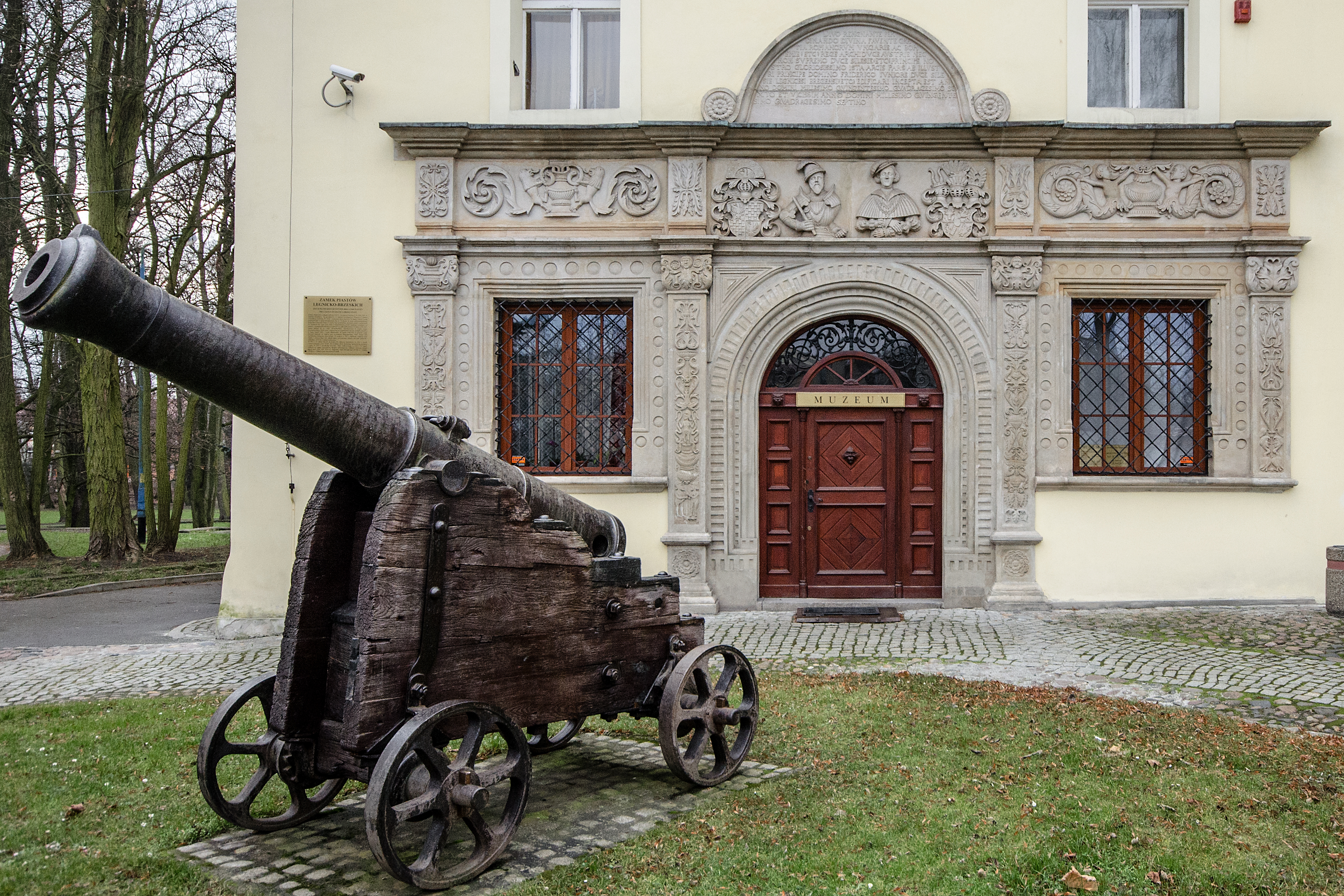
Portal z herbami
Herb Fryderyka III legnickiego
Herb Mecklenburg-Schwerin (odmiana)